# مانويل إيشيفيريا
مانويل إيشيفيريا (بالإسبانية: Manuel Echeverría)‏ هو لاعب كرة قاعدة مكسيكي، ولد في 14 أغسطس 1913 في نافويوا ‏ في المكسيك، وتوفي في 14 أكتوبر 1981 في لاباز في بوليفيا.